# Telindus
Telindus (Belgacom ICT) — бельгийский производитель сетевого и телекоммуникационного оборудования.
Telindus — группа компаний, предлагающих Решения и Сервисы ICT. Telindus предлагает решения и оборудование, которые служат бизнесу и простым людям, поставляя защищенные конвергентные сети, системы безопасности и услуги поддержки.
С опытом более чем 36 лет в ICT, Telindus вкладывает значительную часть капитала в экспертизу работы и обслуживания современной IT и телекоммуникационной инфраструктуры на протяжении всего жизненного цикла. Заданный курс развития Telindus и давнишние товарищества с ведущими поставщиками оборудования дают возможность предлагать надежное направление развития для предприятий, операторов связи и правительственных органов, обративших своё внимание на развертывание решений ICT.
В январе 2006, Telindus присоединился к Belgacom Group, чтобы стать Отделением IT Решений и Сервисов нового делового лидера на этом рынке. Belgacom SA/NV — ведущая телекоммуникационная компания в Бельгии и лидер рынка во множестве областей, включая потребительский и операторский рынок фиксированной связи, услуги мобильной связи, широкополосного доступа и интернет-услуг. Вместе, Belgacom и Telindus являются лидером в европейском IT-сообществе, представляя рынок уникальных предложений, объединяя IT Услуги и Сервисы и Коммуникации.
Товарооборот Telindus в 2005 году составил 618 миллионов евро. С высококвалифицированной международной командой в 2750 служащих, Telindus имеет свои представительства в 14 странах Западной Европы, Венгрии, Китае и Таиланде. Головной офис Telindus находится в Бельгии.